# فیشلباخ
فیشلباخ (به آلمانی: Fischelbach) یک منطقهٔ مسکونی در آلمان است که در باد لاسفه واقع شده‌است. فیشلباخ ۸۵۰ نفر جمعیت دارد.